# 願正寺 (中野区)
願正寺（がんしょうじ）は、東京都中野区にある真宗大谷派の寺院。

## 概要
戦国時代末期～江戸時代初期、安養坊了善（1617年寂）によって開山された。安養坊了善は、後に東本願寺 (東京)となる前身の寺「光瑞寺」を開山したことで知られる。
元々は現在の麹町に位置していたが、江戸城の拡張に伴い、1680年（延宝8年）に牛込原町（現・東京都新宿区原町）に移転した。1910年（明治43年）に現在地に移転した。

## 墓所
- 新見正興（万延元年遣米使節正使）

今日まで続く日米関係の重要人物だったことから、1918年（大正7年）に駐日米国大使ローランド・モリスが、1960年（昭和35年）に駐日米国大使ダグラス・マッカーサー2世が新見の墓に詣でている。

## 交通アクセス
- 落合駅1番出口より徒歩7分（経路案内）。
- 都営地下鉄大江戸線東中野駅A3出口より徒歩10分（経路案内）。
- JR東日本東中野駅西口より徒歩11分（経路案内）。